# François Leguat
François Leguat (asi 1637 Saint-Jean-sur-Veyle – září 1735 Londýn) byl francouzský cestovatel.
Pocházel z kraje Bresse a jako protestant odešel po zrušení Ediktu nantského do exilu v Nizozemsku. Přidal se k výpravě Henriho du Quesne, který chtěl na Maskarénách vybudovat kolonii francouzských vyhnanců pod ochranou Sjednocené východoindické společnosti. Protože ostrov Réunion byl oproti původním předpokladům pod kontrolou francouzských úřadů, přistála skupina osadníků na lodi Hirondelle 16. května 1691 na neobydleném ostrově Rodrigues. Zde žili rok jako trosečníci a pak se rozhodli vrátit do civilizace. První člun, který postavili, ztroskotal, až na druhý pokus se jim podařilo dostat v květnu 1693 na 560 km vzdálený Mauricius, kde vládli Nizozemci. Zde je guvernér nechal uvěznit a pak byli převezeni do Batávie. Leguat byl jedním ze tří mužů, kteří přežili všechny útrapy a v roce 1698 se vrátili do Evropy.
Usadil se v Londýně, kde vydal zprávu o svých cestách nazvanou Voyages et aventures de François Leguat et de ses compagnons en deux isles désertes des Indes orientales, která však byla přijata se značnou nedůvěrou. Mezi druhy, které popsal, patří dronte samotářský, chřástal Leguatův, alexandr modrý, želva Vosmaerova nebo felsuma obrovská. Na Rodriguesu je po něm pojmenována rezervace François Leguat Giant Tortoise and Cave Reserve.